# Meriania subumbellata
Meriania subumbellata är en tvåhjärtbladig växtart som beskrevs av Célestin Alfred Cogniaux. Meriania subumbellata ingår i släktet Meriania och familjen Melastomataceae. Inga underarter finns listade i Catalogue of Life.